# 長者安居協會
長者安居協會（英語：Senior Citizen Home Safety Association，縮寫：SCHSA）成立於1996年，是香港一家自負盈虧之社會企業及非牟利慈善機構。其宗旨為讓長者可隨心選擇在社區過著有素質的晚年生活，亦有致力透過科技應用，以人為本的服務和創新的手法，提昇長者社區生活素質的使命。主要提供「一線通平安鐘™」服務予長者及有需要人士，包括「一線通平安鐘™」、「一線通®管家易」、「平安手機®」及「一線通®智守護APP」等的24小時呼援及關懷服務。
長者安居協會總部位於何文田愛民廣場，並在黃大仙竹園南邨設有技術支援及客務中心。現任董事會主席是錢黃碧君教授，行政總裁為王虹虹女士。

## 願景、使命及價值觀

### 願景
讓長者可隨心選擇在社區過著有素質的晚年生活

### 使命
致力透過科技應用，以人為本的服務及創新的手法，提升長者社區生活的素質

### 價值觀
1. 以人為本（重視每個人的生命價值及尊重個別之差異）
2. 重視長者（重視長者之權利，需要和生活素質，讓他們活得精彩）
3. 企業養福利（以社會企業之自負盈虧運作模式，使社會福利獲得更多資源）
4. 重視創新理念（鼓勵創新理念，結合應用於長者服務中）
5. 伙伴協作（與各界攜手，鼓勵合作和多元發展，全面照顧長者的需要）

## 歷史
長者安居協會在1996年成立，旨在回應當年春節期間寒潮一股突如其來的寒流而引致逾一百五十名獨居長者猝死的不幸事件。主要提供24小時呼援及關懷服務，現亦發展其他促進長者友善及跨代共融的社區參與服務。協會原稱長者安居服務協會，於2011年簡化為現在名稱。
- 1996年9月1日，正式成立，首任總幹事為馬錦華先生，會址位於橫頭磡邨。推出「平安鐘」服務
- 2000年，會址遷址翠屏（北）邨
- 2008年12月，推出戶外呼援及關懷服務「隨身寶®」服務
- 2009年，黃大仙竹園中心開幕
- 2010年5月，「隨身寶®」獲得世界資訊通訊與服務業聯盟頒發環球資訊及通訊科技卓越成就獎 - 「數碼機會大獎」
- 2010年12月，「隨身寶®」獲得聯合國世界訊息峰會移動大獎（移動共融與授權組別）
- 2010年，推出「平安手機®」服務
- 2011年，推出第二代「隨身寶®」服務
- 2013年，推出第二代「平安手機®」服務
- 2013年4月，與電訊商合作，推出「智平安eye家居平板電腦服務」
- 2013年6月，推出「智安心®」位置搜尋應用程式服務
- 2013年9月，位於何文田的總部—長者安居協會賽馬會愛民中心開幕
- 2014年5月，推出「智平安®」應用程式APP及藍牙遙控支援服務
- 2016年， 長者安居協會成立20周年
- 2019年, 重塑一線通®品牌於所有服務、推出第三代平安手機®和守護服務
- 2020年，推出「一線通®智能手錶」、推出「一線通®腦健康導航計劃」、展開「攜手抗疫‧傳送平安」特別行動，新冠肺炎第一波疫情爆發，率先主動接觸長者用戶，即時送遞防疫物資、為用戶代取藥物，以及短期情緒輔導等，成功接近逾21萬人次的長者，送上逾48萬份心意禮物。
- 2021年，長者安居協會成立25周年、推出「一線通智守護®」手機應用程式、推出「一線通®千里顧服務」、推出「一線通®第四代平安手機®」
- 2022年，推出「一線通®無線平安鐘」、展開「疫境同舟 一線保平安」行動、新冠肺炎第五波疫情期間，不少獨居長者於家中去世而未被及時發現，因而特別展開行動。於社會福利署協調下，「一線通平安鐘TM」獲得26,000個由政府提供的血氧儀，並全數派送予高齡獨居長者。
- 2023年，推出「一線通管家易®」手機應用程式、榮獲星島新聞集團「2022年傑出領袖選舉」─ 社區／公共事務／環境保育、第十一屆亞太區創新老年照護項目大獎「年度最佳家居服務營運者」優勝者獎項

## 服務範圍

### 呼援及關懷服務
- 「平安鐘」服務
- 「隨身寶」服務
- 「平安手機」服務
- 「智守護」服務
- 「智能手錶」服務

### 其他服務
- 「管家易」
- 「一線通腦健康導航計劃」服務
- 支援長者業主外展服務

## 獎項[4]

### 長者安居協會
- 星島新聞集團 - 「2022年傑出領袖選舉」─ 社區／公共事務／環境保育
- 第十一屆亞太區創新老年照護項目大獎  - 「年度最佳家居服務營運者」優勝者獎項
- 《Marketing》雜誌 - 2021年MARKies Awards「最佳創意–企業社會責任」銅獎
- 《Marketing》雜誌 - 2019年Marketing Excellence Awards 「傑出企業社會責任」銀獎
- 香港廣告商會2019 金帆廣告大獎 Film - Social and Interactive Video Single-Social Video  (銅獎)
- 社會福利署 社署2018年超越10,000小時義工服務獎
- 香港社會服務聯會滙豐香港社區夥伴計劃 - 傑出創意大獎
- 卓越企業品牌選舉香港社會企業品牌評審團大獎

### 一線通平安鐘TM
- 香港資訊科技商會2022 香港資訊及通訊科技獎：智慧生活 (智能家居) 獎 ─ 優異證書
- 第十一屆亞太區創新老年照護項目大獎「年度最佳創新獎 ─ 輔助生活（數碼解決方案）」最後入圍者	「一線通平安鐘™」服務 及 「一線通®智守護 APP」服務
- 第十一屆亞太區創新老年照護項目大獎「智慧照護科技獎 ─ 營運管理解決方案 ( 終端用戶 )」最後入圍者 - 「一線通®無線平安鐘」服務
- 社會福利署及社會福利署推廣義工服務督導委員會Social Welfare Department and the Steering Committee on Promotion of Volunteer Service “The Champion Innovative Volunteer Service Project Cooperation of Cooperate Volunteer Team”

### 一線通®管家易
- 香港無線科技商會2010年科技大獎銅獎
- 香港社會服務聯會2009年香港資訊及通訊科技獎: 最佳無間斷網絡（流動企業應用方案）銀獎 及 佳數碼共融（服務）銀獎

## 外部連結
- 長者安居協會官方網頁 （页面存档备份，存于）

1. ↑  .   [2014-07-02]. （原始内容存档于2020-09-18）.
2. ↑   (PDF).   [2014-07-02]. （原始内容 (PDF)存档于2014-07-14）.
3. ↑  .   [2023-07-10]. （原始内容存档于2023-03-21）.
4. ↑  .   [2023-07-10]. （原始内容存档于2023-07-10）.